# Chó Hạ Tư
Chó Hạ Tư (tiếng Anh: Xiasi Dog, Xiasi Quan hoặc Bai Long Quan; tiếng Trung:下司犬) là một giống chó có nguồn gốc từ tỉnh Quý Châu - Trung Quốc và được công nhận bởi Câu lạc bộ Chăm sóc Chó Trung Quốc. Vì giống chó này chủ yếu được nuôi tại thị trấn Hạ Tư, thành phố Khải Lý, tên chính thức của giống chó này được xác định là Xiasi Quan, mặc dù các thành viên của nhóm dân tộc Miao cũng đề cập đến giống chó này với một cái tên khác là Bai Long Quan.
Giống chó Hạ Tư hiện nay đang trên bờ vực tuyệt chủng. Người ta ước tính rằng nguồn gốc của giống: Quận Ma Giang, tỉnh Quý Châu số lượng chó Xiasi thuần chủng chỉ còn khoảng 270 cá thể.

## Mức độ phổ biến
Chó Hạ Tư có tính chất thích nghi, dễ nuôi và huấn luyện. Vào năm 2013, nó được xếp hạng 3 trong một cuộc thi dành cho các giống chó nổi tiếng trên thế giới.
Ở tỉnh Quý Châu của Trung Quốc, chó Xiasi được lai tạo để chiến đấu chống lại lợn đực trong các cuộc thi. Mỗi trận đấu kéo dài ba phút với những chú chó được đánh giá dựa trên sự sẵn sàng tấn công cũng như số lượng các cuộc tấn công được thực hiện. Nhiều người theo dõi các cuộc thi này cho biết có tới 100 chú chó đang thi đấu tại bất kỳ buổi tập nào.